# Thermopsis divaricarpa
Thermopsis divaricarpa är en ärtväxtart som beskrevs av Aven Nelson. Thermopsis divaricarpa ingår i släktet lupinväpplingar, och familjen ärtväxter. Inga underarter finns listade i Catalogue of Life.